# Aylmer Buesst
Aylmer Buesst (Melbourne, 28 janvier 1883 – St Albans, 3 janvier 1970) est un chef d'orchestre, professeur et chercheur australien, qui a effectué sa carrière au Royaume-Uni. Il a pratiqué principalement à l'opéra et dans le domaine de la musique vocale. Il est l'auteur d'un ouvrage sur les leitmotivs des opéras de Richard Wagner et était une autorité en héraldique.

## Biographie
Aylmer Wilhelmy Buesst naît en 1883 à Melbourne, fils de William Augustus Buesst (1846–1935) et d'Helen Violette née Pett. Il a deux frères : Victor Augustin (1885–1960, compositeur) et Tristan Noël Marchand (1894–1982, soldat, avocat et collectionneur d’australiana). La famille Buesst avait émigré dans les années 1870, de Staffordshire en Angleterre ; « buesst » étant un mot anglo-saxon qui signifie « stout ». Néanmoins, sa mère plus tard, a prétendu que le nom était allemand, ajoutant parfois un tréma (Büesst) pour le faire apparaître.
Aylmer Buesst étudie le violon à Melbourne, où il est célébré comme prodige. Dans les années 1890, le virtuose Joseph Joachim le remarque et l'emmène à Breslau pour y étudier avec lui. Il travaille au Conservatoire de  Breslau, et également avec César Thomson à Bruxelles et August Wilhelmj à Londres. Il poursuit ses études musicales au Conservatoire de Leipzig, notamment la direction d'orchestre avec Arthur Nikisch.
Il est engagé à Breslau et Görlitz en tant que maître de chapelle. En 1911, il est invité à diriger le Hallé Orchestra de Manchester. En 1914, lors du déclenchement de la Première Guerre mondiale, il est emprisonné à la prison de Strangeways en tant qu'étranger ennemi, croyant qu'il était un Allemand, puisqu'il parlait allemand couramment, ayant développé un allemand à l'accent à consonance anglaise lors de ses années d'études sur le continent — d'autant qu'il avait adopté le tréma pour l'écriture de son nom de famille. Il demande l'aide d'un ami à l'extérieur, Sir Gerald Woods Wollaston (un futur décoré de l'ordre de la Jarretière 1930–1944) dans la recherche de son ascendance, afin de prouver qu'il est de pure souche anglaise. Wollaston réussit à obtenir sa libération au bout de dix mois. Dans l'intervalle, Wollaston reçoit une accréditation des armoiries pour Buesst. En raison de son excellent allemand, Buesst — qui avait très vite abandonné le tréma — est ensuite utilisé pour les interrogatoires d'officiers allemands capturés et plus généralement, l'aide à la traduction, pour le restant de la guerre. En dépit d'être débarrassé de toute sympathie ou de liens familiaux allemands, il n'ne fallait pas plus à Hallé, en raison de la vigueur du sentiment anti-allemand, pour faire obstacle au chef d'orchestre. Il s'intéresse à l'héraldique par lui-même et commence ce qui allait devenir plus tard une vaste collection de livres et documents sur l'héraldique d'Europe, notamment toutes les armes du Saint-Empire romain germanique. Sa bibliothèque est léguée plus tard à l'Institut d'études héraldiques et généalogiques (Canterbury).
Aylmer Buesst dirige le Moody-Manners Opera Company (Londres), l'Oyly Carte Opera Company, puis la compagnie d'opéra Beecham pour les saisons 1916–1917 et 1919–1920. Il est cofondateur de la compagnie nationale d'opéra britannique (BNOC), avec laquelle il dirige entre 1922 et 1928. En 1924, il épouse la soprano May Blyth.
Son livre Richard Wagner's The Nibelung's Ring: An Act By Act Guide to the Plot and Music est publié en 1932 et connaît une deuxième édition en 1952.
En 1933, il est nommé directeur assistant de la musique pour la BBC jusqu'en 1936. Il dirige la création mondiale de la Cantata Profana de Béla Bartók, pour une diffusion radiophonique à Londres, le 25 mai 1934. Il dirige ensuite l'Orchestre d'Écosse en 1939 et 1940.
Aylmer Buesst occupe plusieurs postes d'enseignant à la Royal Academy of Music, au Royal College of Music et à la Guildhall School of Music. Parmi ses élèves figurent les compositeurs Buxton Orr et Imogen Holst les chefs d'orchestre George Weldon, Robert Jenner, Thomas Loten et le ténor Ian Partridge.
Il a été président de la St Albans Orchestral Society et sa fille Jill, était pianiste.

## Enregistrements
Aylmer Buesst fait des enregistrements avec les ténors Richard Crooks et Heddle Nash.
Il a effectué uniquement en 1927, la troisième gravure de Cavalleria rusticana de Mascagni, avec la BNOC. Il s'agit du premier enregistrement électrique réalisé en Angleterre. Les principaux chanteurs étaient Heddle Nash, Justine Griffiths, Harold Williams, May Blyth, la femme de Buesst, et Marjorie Parry (alors épouse de John Barbirolli). L'enregistrement est réédité, jumelé avec Eugène Goossens dirigeant Pagliacci de Leoncavallo. Cette version a reçu un certain nombre de critiques élogieuses.

## Sources
- (en) Grove Dictionary of Music and musicians, ed. Eric Blom, 5e éd, 1954, vol. I, p. 1003.
- (en) Harold Rosenthal, « Buesst, Aylmer », dans Stanley Sadie (éd.), The New Grove Dictionary of Music and Musicians, Londres, Macmillan, seconde édition, 29 vols. 2001, 25 000 p. (ISBN 9780195170672, lire en ligne)